# سلامة بن جندل
سلامة بن جندل بن عبد عمرو، أبو مالك، من بني كعب بن سعد التميمي، (توفي 23 ق.هـ/600 م) شاعر جاهلي من فرسان تميم، وهو من أهل الحجاز في شعره حكمة وجودة، يعد في طبقة المتلمس، وهو من وصاف الخيل. له أخ شاعر فارس يسمى أحمر بن جندل. قال ابن السكيت: «كان سلامة بن جندل التميمي من فرسان العرب المعدُودين وأشدائهم المذكورين».
شاعر جاهلي يعدمن شعراء الجاهلية المجيدين وفارس شجاع ذاع صيته في النصف الثاني من القرن السادس الميلادي.
له عدة قصائد في المديح والفخر وهو كثير الحكمة.
برع في وصف الخيل وتغنى بمآثر قومه.
ويشير في قصائده  لذكر السيف مع تأثر بالشعر البدوي  قال عنه النقتيبه هو شاعر جاهلي قديم من الفرسان المعدودين في تميم.
واختص كذلك بابتداء قصائده بالتحسر على شبابه الضائع.
له ديوان مطبوع توفي سته 600 م.
من أشهر قصائده بائيته التي استرجع في مطلعها ذكرى شبابه وبكى على ما خلا من أيام ثم انتقل ليفتخر بمكارمه وبقومه وقبيلته وعدد مآثر قومه من بني سعد في الكرم وقوة البأس ومواقف البلاغة والخطابة ووصف خيلهم وفرسانهم وندد ببني معد وكيف تصدى لهم بنو سعد بعزم وهمة وهو يقول في مطلعها:

## يوم ملزق
يوم كان بقيادة سلامة بن جندل التميمي هو أحد أيام العرب في الجاهلية كان لـ بني تميم على بني عامروبني عبس وطيء وتغلب وبكر بن وائل وبلحارث وإياد وبني كلب وبني أسد وكانوا ياتون بني تميم حيا حيا فتقتلهم تميم وتنفيهم عن ديارها، وأخر من جائها هم بني عبس وبني عامر فقتلتهم ونفتهم عن الديار في وقعة عظيمة وهي من أشد أيام العرب قبل الإسلام.
- قال سلامة بن جندل التميمي: